# 卡尔·恩斯特·冯·贝尔

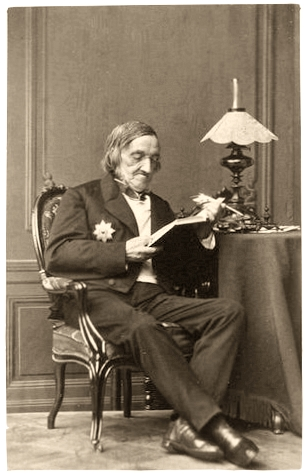
卡尔·恩斯特·冯·贝尔

卡尔·恩斯特·冯·贝尔（德語： 1792年2月28日—1876年11月28日）波罗的海德意志人科学家、探险家，贝尔还是博物学家、生物学家、地质学家、气象学家和地理学家，胚胎学创始人。

## 生平
1792年出生于波罗的海贵族家庭，探索了俄罗斯的欧洲部分及斯堪的纳维亚，俄罗斯科学院成员，参与创建了俄罗斯地理学会。